# Ratones

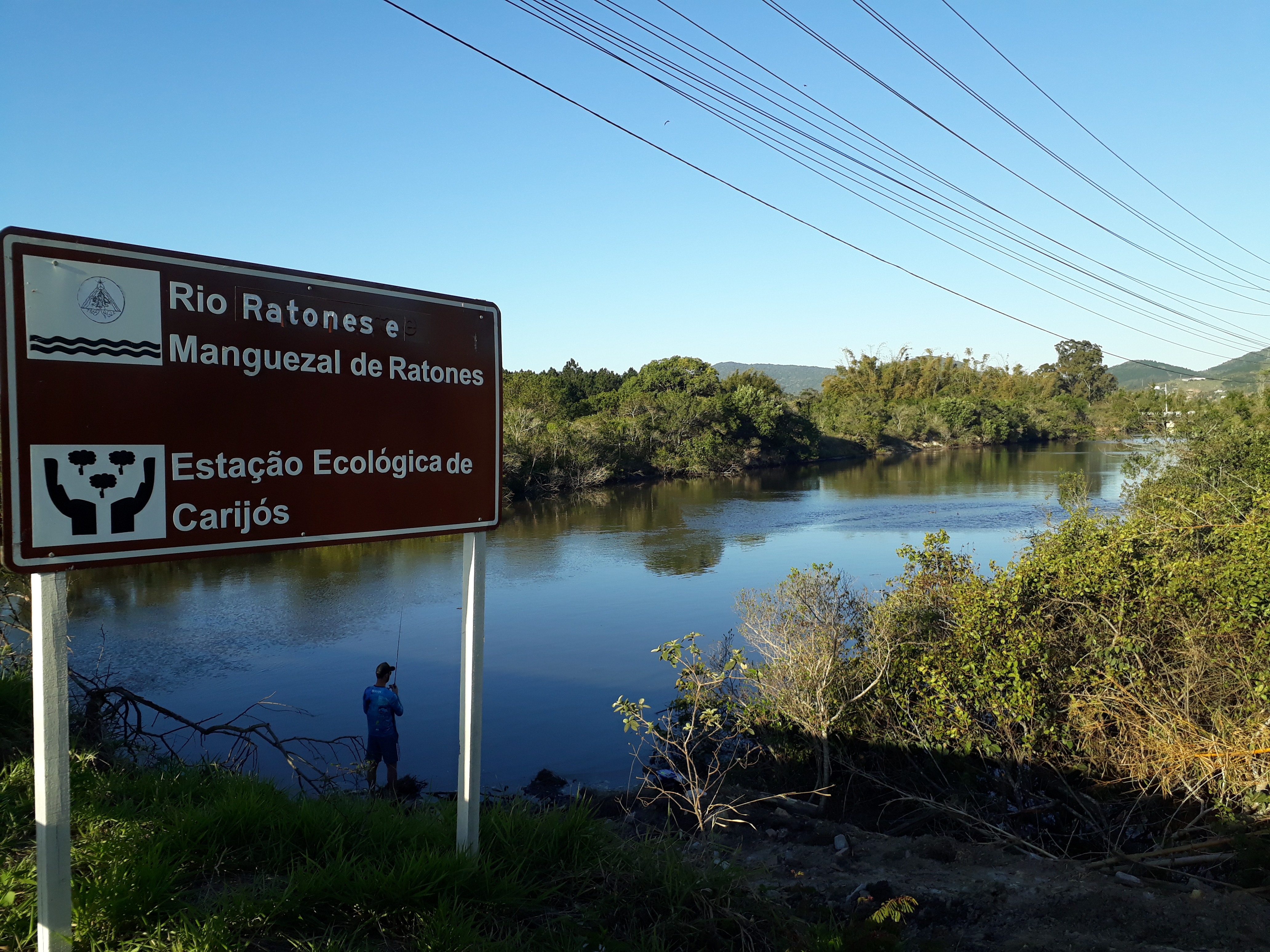
District de Ratones

Ratones est un district de la municipalité Florianópolis, capitale de l'État brésilien de Santa Catarina. Il fut créé le 21 juin 1934, par démembrement du district de Santo Antônio de Lisboa. Il couvre une superficie de 33 km² et se situe au nord-ouest de l'île de Santa Catarina, le long de la baie Nord.
Il doit son nom à deux îles, situées à l'ouest de la localité, dans la baie Nord, et qui ressemblent à deux rats allongés (ratones en espagnol), Ratones Grande et Ratones Pequeno. 